# Nấm học

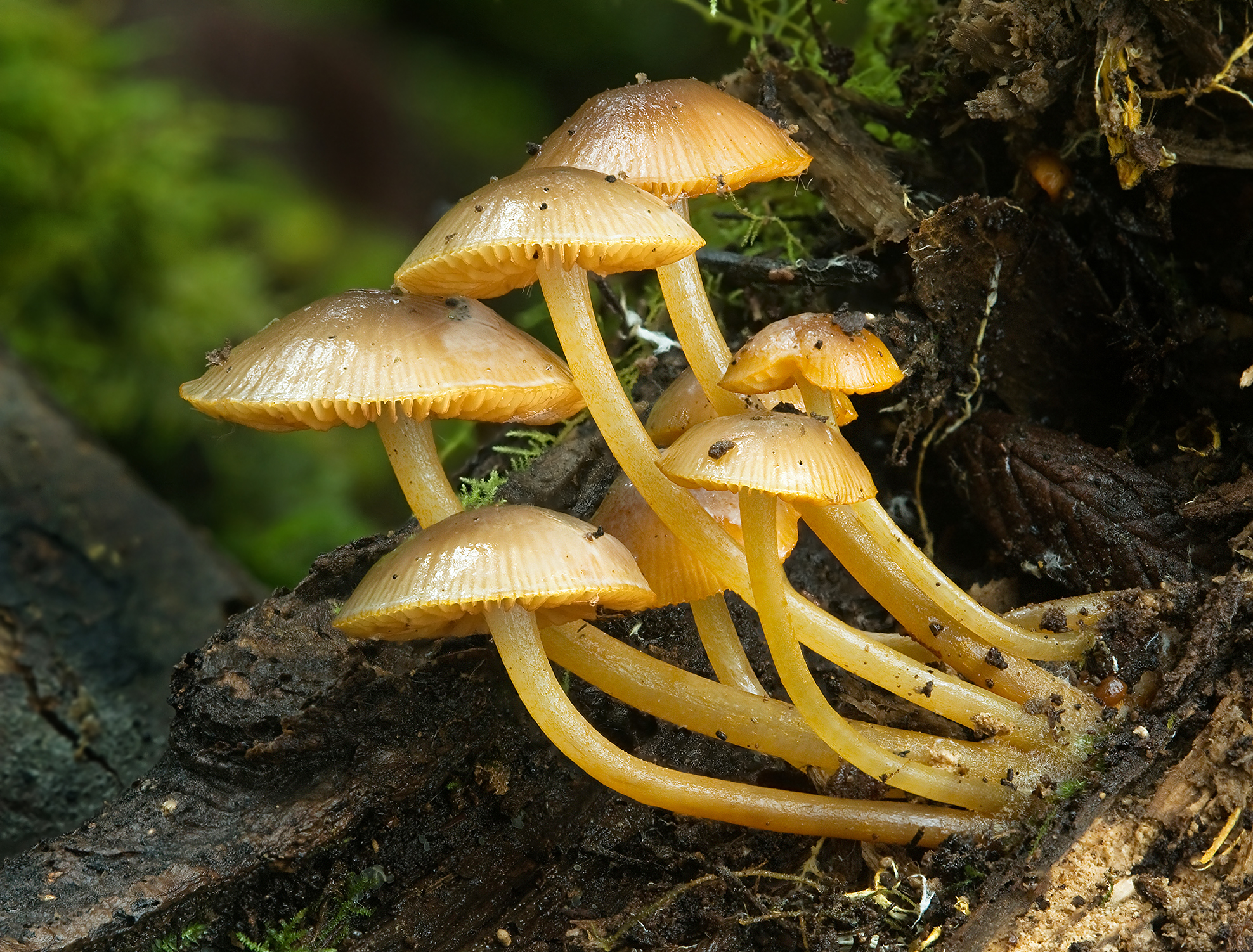

Nấm học là một nhánh của sinh học với đối tượng nghiên cứu là nấm, bao gồm đặc tính di truyền học và hóa sinh của nấm, phân loại khoa học và công dụng của nấm đối với đời sống của con người. Từ môn nấm học còn nảy sinh ra môn bệnh học thực vật chuyên nghiên cứu về bệnh trên cây cối. Hai ngành này có quan hệ mật thiết với nhau do phần lớn tác nhân gây bệnh trên "cây" là nấm.
Trước đây nấm học được xem là một nhánh của thực vật học, bởi vì mặc dù nấm tiến hóa gần với động vật hơn là với thực vật nhưng hiểu biết này chỉ mới được công nhận vài thập kỷ về trước. Những nhà nấm học tiên phong là Elias Magnus Fries, Christian Hendrik Persoon, Anton de Bary và Lewis David von Schweinitz.
Nấm đóng vai trò cơ bản đối với sự sống trên Trái Đất trong vai trò cộng sinh với các sinh vật khác, chẳng hạn dưới dạng nấm căn, địa y hay cộng sinh với côn trùng. Một số loài nấm sản sinh axit hữu cơ (axit citric, axit oxalic, axit gluconic,...), vitamin (như vitamin nhóm B), kích thích tố (gibberellin, auxin, cytokinin), một số enzym,... Nhiều loài nấm có khả năng phá vỡ các phân tử sinh học hữu cơ phức tạp như lignin hay các chất gây ô nhiễm như dầu mỏ, chất lạ sinh học và hydrocarbon thơm đa vòng. Do có khả năng phân hủy các phân tử này mà nấm đóng vai trò quan trọng trong chu trình cacbon toàn cầu. Một số loài nấm sản sinh chất kháng sinh và các chất chuyển hóa thứ cấp khác.
Nhiều loài nấm sản sinh độc tố, chẳng hạn nấm Aspergilus flavus và Aspergillus fumigatus phát triển trên ngũ cốc trong điều kiện thuận lợi sinh ra độc tố aflatoxin. Một số loài nấm - và các sinh vật thường được xem thuộc giới nấm như thủy khuẩn (oomycetes) và nấm nhầy myxomycete - là nguyên nhân gây bệnh trên động vật (như histoplasmosis) cũng như thực vật (bệnh trên cây du và nấm đạo ôn). Ngành nghiên cứu về nấm gây bệnh được gọi là nấm học y khoa (medical mycology).

## Lịch sử
Có lẽ con người đã bắt đầu thu hái nấm từ thời tiền sử để làm thức ăn. Nấm lần đầu tiên được nhắc tới trong công trình của Euripides (480-406 TCN). Triết gia Hi Lạp là Theophrastos xứ Eressos (371-288 TCN) có lẽ là người đầu tiên cố tìm cách hệ thống hóa cây cối; nấm được xem là cây bị thiếu một số bộ phận. Về sau Gaius Plinius Secundus (23–79) có viết về nấm cục trong cuốn từ điển bách khoa Naturalis historia (Lịch sử tự nhiên) của ông.
Vào thời Trung cổ, có rất ít bước tiến trong hiểu biết về nấm. Thay vào đó, sự phát minh ra máy in đã tiếp tay cho một số tác giả phổ biến các quan niệm mê tín và sai lầm về nấm do các tác giả cổ điển trước đó đề ra.
Lịch sử môn nấm học bắt đầu khi Pier Antonio Micheli xuất bản cuốn sách Nova plantarum genera tại Firenze vào năm 1737. Công trình mang tầm ảnh hưởng sâu sắc này đã đặt nền tảng cho việc phân loại một cách có hệ thống các loài cỏ, rêu và nấm. Tuy nhiên, theo Ekriksson Gunnan (1978) thì người có công nghiên cứu sâu về nấm thực ra là Elias Magnus Fries (1794 - 1874).

## Nấm trong y học
Trong nhiều thế kỷ, một số loài nấm đã được ghi nhận dùng trong các bài thuốc dân gian ở Trung Quốc, Nhật Bản và Nga. Mặc dù việc sử dụng nấm trong y học dân gian chủ yếu tập trung ở lục địa châu Á (Đông Á) nhưng người dân những vùng khác như Trung Đông, Ba Lan và Belarus cũng dùng nấm để chữa bệnh. Một số loài nấm - đặc biệt là nấm lỗ như nấm linh chi - được cho là có khả năng mang lại nhiều ích lợi cho sức khỏe.
Hiện thời, các nghiên cứu về nấm dùng trong y học tập trung vào tác dụng giảm đường huyết, chống ung thư, chống mầm bệnh và tăng cường hệ miễn dịch. Các nghiên cứu gần đây cho thấy rằng nấm sò có chứa chất lovastatin tự nhiên có khả năng hạ cholesterol. Có loại nấm mang khả năng sản sinh một lượng lớn vitamin D nếu tiếp xúc với tia tử ngoại và có loại còn có tiềm năng trở thành nguồn paclitaxel (chất trị ung thư) trong tương lai. Tính đến nay, Penicillin, lovastatin, ciclosporin, griseofulvin, cephalosporin, ergometrine và statins là các dược phẩm nổi tiếng nhất được phân lập từ nấm.

### Sách
- G. C. Ainsworth (1976). Introduction to the History of Mycology. Cambridge, Anh: Cambridge University Press. ISBN 0-521-21013-5.
- Nguyễn Văn Bá, Cao Ngọc Điệp, Nguyễn Văn Thành (2005). Giáo trình môn Nấm học (PDF). Cần Thơ: Trường Đại học Cần Thơ - Viện Nghiên cứu và Phát triển Công nghệ sinh học.Quản lý CS1: nhiều tên: danh sách tác giả (liên kết)[liên kết hỏng]